# Cętkowana plamistość liści czereśni
Cętkowana plamistość liści czereśni (ang. mottle leaf of cherry) – choroba czereśni wywoływana przez wirusa cętkowanej plamistości liści czereśni (Cherry mottle leaf virus, CMLV).

## Objawy
Choroba poraża czereśnie, wiśnie, brzoskwinie i morele. Głównym objawem jest cętkowanie liści. Szczególnie podatne na nią są odmiany ‘Bing’, 'Royal Ann” i „Lambert’. Cętkowanie jest nieregularne i chlorotyczne, występuje także zniekształcenie liści zaczynające się już na początku sezonu i później nasilające się. Liście są mniejsze i mogą się na nich tworzyć dziury, ale nie opadają. W przypadku ostrego przebiegu choroby, np. u odmiany ‘Bing’, owoce są wyjątkowo małe, pozbawione smaku i dojrzewają później niż zwykle. Wzrost drzew jest opóźniony, a pędy mają wygląd rozety. Mniej podatne odmiany mają te same ogólne objawy, ale mniej dotkliwe. U odmiany ‘Rainer’ choroba przebiega bezobjawowo, ale jest ona nosicielem wirusa. Odmiany ‘Bing’, ‘Celeste’, ‘Corum’, ‘Lapins’ i ‘Sweetheart’ są na nią bardzo podatne.

## Epidemiologia
Wirus CMLV przenoszony jest przez okulizację i szczepienie. Eksperymentalnie przekazany został także przez mikroskopijnego roztocza Eriophyes inaequalis. Głównym jego żywicielem jest Prunus emarginata, u której cętkowana plamistość liści czereśni przebiega bezobjawowo.

## Ochrona
Chorobę identyfikuje się testami serologicznymi na liściach, kwiatach i owocach, ale nie działają one na drewnie uśpionym. Do wykrywania choroby stosuje się test ELISa. Odmiana’Bing’ jest dobrą rośliną testową.
Ponieważ okulizacja i szczepienie jest głównym źródłem przenoszenia choroby, zapobiega się jej poprzez stosowanie materiału rozmnożeniowego wolnego od wirusów i sadzenie certyfikowanych sadzonek. Rośliny porażone wirusem usuwa się z sadu. Wskazane jest też usuwanie z okolic sadu dzikich czereśni, które mogą być inokulum choroby.